# Catostomus cahita
Catostomus cahita é uma espécie de peixe actinopterígeo da família Catostomidae.
Apenas pode ser encontrada no México.